# Transkriptionelle Interferenz
Transkriptionelle Interferenz beziehungsweise die englische Bezeichnung "transcriptional interference" beschreibt eine Form der Genregulation. Zur Repression eines Genes befindet sich vor dem Promotor des Gens ein zweiter Promoter. Ist dieser aktiv, lagert sich an diesen die RNA-Polymerase an und synthetisiert nichtcodierende RNA. Durch diese Transkription entsteht somit eine Art Promoter-Konkurrenz, da der dahinter liegende Promoter für die RNA-Polymerase nicht zugänglich ist. Die Transkription des eigentlichen Gens wird damit verhindert.
Beschrieben wurde diese Form der Genregulation bei der Fruchtfliege Drosophila melanogaster sowie bei Hefe und dürfte auch in weiteren Organismen vorkommen. Sie scheint auch gewebespezifisch zu sein und könnte aus Retrotransposons hervorgegangen sein.